# Corona 109
Corona 109 – amerykański satelita rozpoznawczy przeznaczony do wykonywania zdjęć powierzchni Ziemi. Trzydziesty trzeci statek serii KeyHole-4A tajnego programu CORONA. Kapsuły powrotne odzyskano w locie nad Pacyfikiem 28 maja (1033-1) i 4 czerwca (1033-2) 1966 roku. 

## Opis

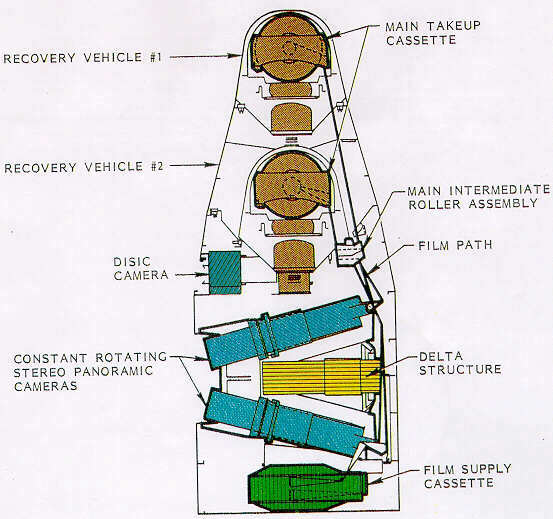
Przekrój pokazujący budowę satelity KH-4A

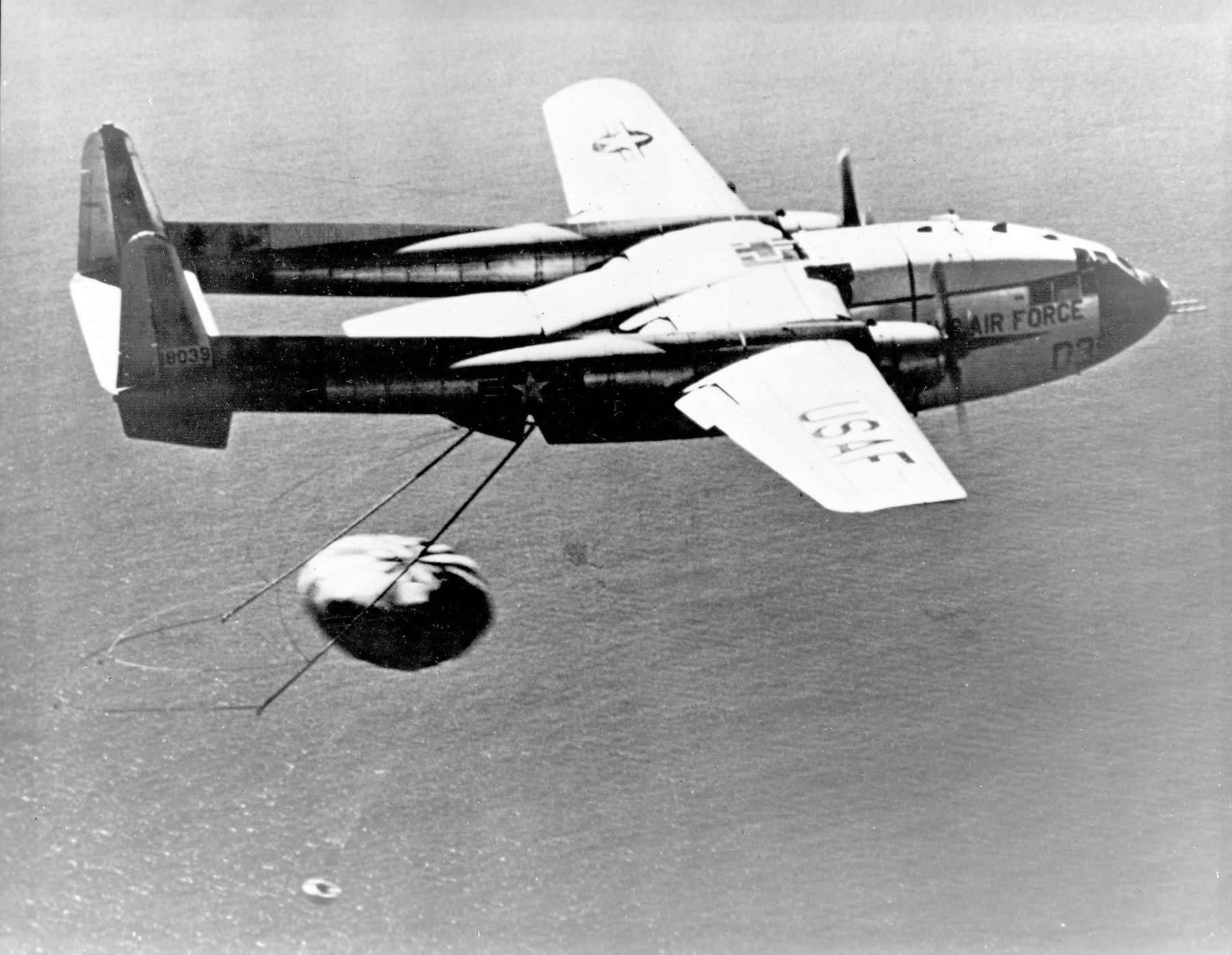
Moment przechwycenia opadającej na spadochronie kapsuły z błoną fotograficzną przez samolot stosowany w programie Corona

Głównym komponentem satelity były dwie szerokokątne kamery wyprodukowane przez Itek Corporation, z obiektywem o ogniskowej 610 mm, ze średnicą soczewek 180 mm. Kamery obsługiwały czarno-białą błonę fotograficzną o szerokości 70 mm wyprodukowaną przez firmę Eastman Kodak. Uzyskiwana rozdzielczość zdjęć dochodziła do 170 linii na 1 milimetr filmu. Film po naświetleniu był przesuwany za pomocą zestawu rolek do odpowiedniej kapsuły. Na początku misji naświetlony film był przekazywany do kapsuły nr 1, która następnie oddzielała się od satelity, lądowała na spadochronie w rejonie Pacyfiku i była przechwytywana podczas opadania przez specjalnie do tego przystosowany samolot. Następnie cykl powtarzano w odniesieniu do kapsuły nr 2 .
Stabilizację satelity zapewniał system składający się z dodatkowej kamery i silników korekcyjnych. Kamera ta skierowana na wybrane gwiazdy, gwarantowała, że główne kamery szerokokątne są skierowane w kierunku Ziemi. W przypadku wykrycia tendencji do utraty kontaktu z gwiazdami, uruchamiane były silniczki korekcyjne . Satelita był pierwszym z serii KH-4A, na którym operacyjnie zastosowano nowy system Orbit-Adjust-System służący do monitorowania i kontroli satelity na orbicie.

## Misja
Misja rozpoczęła się 24 maja 1966 roku, kiedy rakieta Thor Agena D wyniosła z kosmodromu Vandenberg na niską orbitę okołoziemską 33. satelitę z serii KH-4A. Po znalezieniu się na orbicie KH-4A 33 otrzymał oznaczenie COSPAR 1966-042A. Śledzeniem i sterowaniem satelitą zajmował się naziemny ośrodek Satellite Test Center w Sunnyvale.
Kapsuła 1033-1 lądowała na Pacyfiku 28 maja, 1033-2 lądowała 4 czerwca 1966 roku.
Głównym celem misji było monitorowanie wyrzutni pocisków balistycznych na terenie Chin i ZSRR.
Satelita spłonął w atmosferze 9 czerwca 1966 roku.